# Ражњани
Ражњани (слч. Ražňany) насељено је мјесто са административним статусом сеоске општине (слч. obec) у округу Сабинов, у Прешовском крају, Словачка Република.

## Становништво
| Година:    | 1994. | 2004.   | 2014.   | 2024.    |
| ---------- | ----- | ------- | ------- | -------- |
| Број људи: | 1354  | 1443    | 1504    | 1657     |
| Разлика:   |       | +6,57 % | +4,22 % | +10,17 % |

| Година:    | 2023. | 2024.   |
| ---------- | ----- | ------- |
| Број људи: | 1660  | 1657    |
| Разлика:   |       | -0,18 % |

Према подацима о броју становника из 2011. године насеље је имало 1.458 становника.